# بیمار

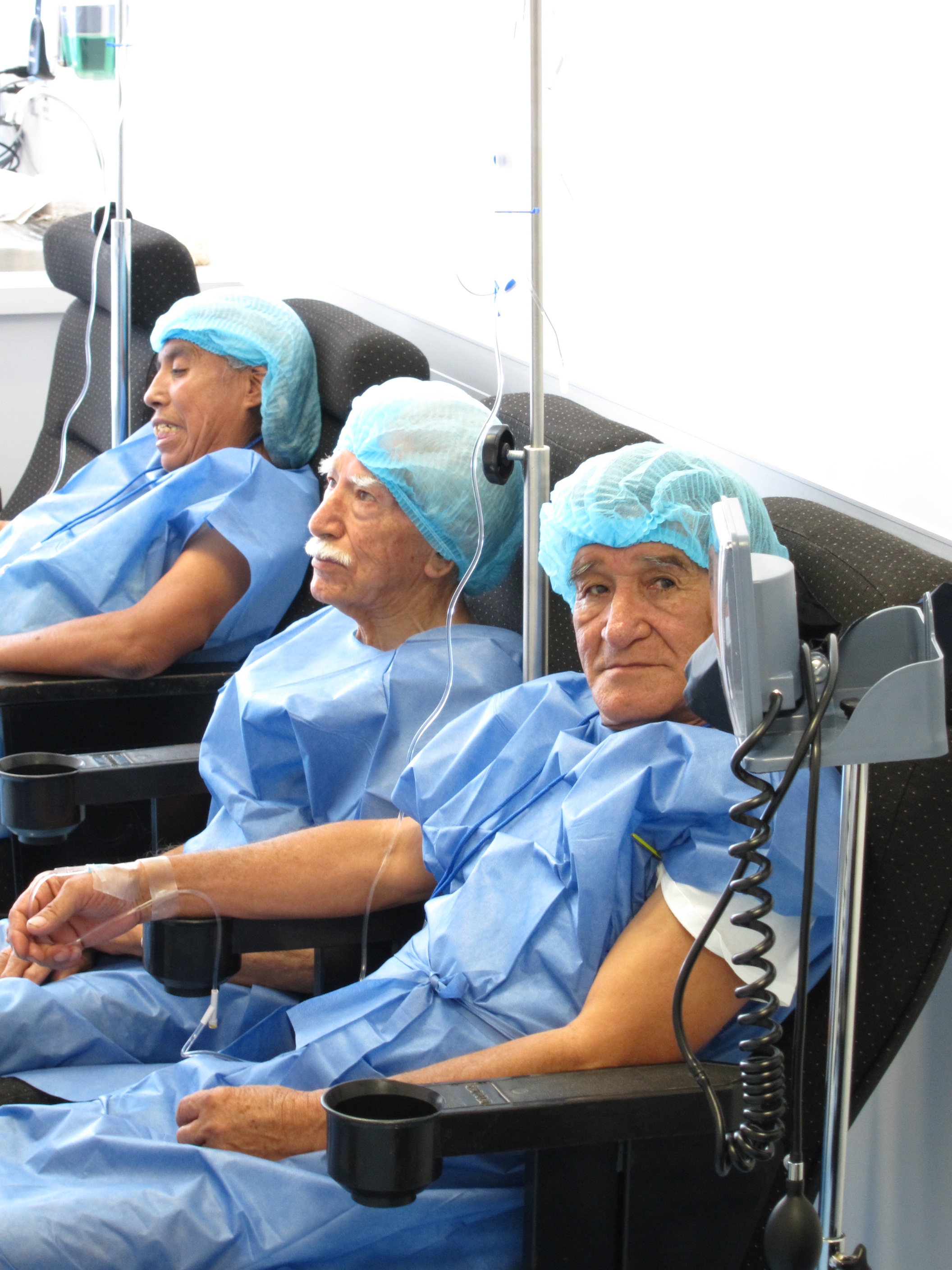
نمونه بیمارهای مسن در حال معالجه

هر دریافت کننده خدمات مراقبت‌های بهداشتی بیمار  نام می‌گیرد. بیمار اغلب مبتلا به بیماری یا زخمی است و نیاز به درمان توسط پزشک، پرستار، پشم پزشک، دندانپزشک، دامپزشک، روانپزشک یا سایر ارائه دهندگان مراقبت های بهداشتی دارد. مُراجع کسی است که به درمانگاه مراجعه می‌کند، خواه درمان شود یا نشود. اگر مراجع نیاز به بستری شدن نداشته باشد، به او بیمار سرپایی اطلاق می شود.

## ریشه شناسی
بیمار به معنای آورنده بیم است. در زبان پهلوی به صورت «وِمار» نیز دیده شده است. 

### تفاوت بیمار و  مریض
در زبان عربی، بیمار هم می‌تواند مریض باشد و هم مجروح؛ هر چند مریض می تواند مرض جسمی، روانی یا روحی داشته باشد. اما بیمار نمی‌تواند مرض معنوی داشته باشد. 